# 放課後怪奇くらぶ
『放課後怪奇くらぶ』（ほうかごかいきくらぶ）は渡辺ヒロシとホビージャパンゲーム開発室が製作した学園ホラー物のテーブルトークRPG(TRPG)。1997年にホビージャパンより書籍版で発売された。

## 概要
何の変哲もない現代日本の学生をプレイヤーキャラクターとして演し、日常の影に潜む様々な怪事件の謎に挑むというゲーム。
プレイヤーキャラクター全員が現代日本の一般的な学生でしかないので、超人的な格闘技や魔物を退散させる秘術などを使うことはまずできない（魔道書などを手に入れれば魔術を使うことは不可能ではないがキャラクターとしては稀である）。日本の学生であるため銃器や刀剣を入手することも難しい。そのため伝奇SF小説のような派手なアクションは皆無で、怪奇事件の背景に潜む因縁を地道な調査で探っていくという、怪奇ミステリー物のノリを重視したゲームである。
いわゆる“現代物”の国産TRPGにおいてこのようなノリを基底にしたゲームは2007年現在でも稀であり、ユニーク性の非常に高いゲームになっている。
同じテーマを扱っていることから『放課後奇譚RPG』とタイトルが良く混同されるゲームでもある。

## 世界設定
サンプルとして架空の学園と周辺の街が紹介されているが、現代日本の常識から逸脱していないならばどんな学園を自作しても問題はない。
自分の住んでいる街をモデルにすることもできる。

## システム
ゲームシステムにはベーシック・ロールプレイングの『クトゥルフの呼び声』をベースに作られた。
『クトゥルフの呼び声』から学園もので使えるように細かいルール（クトゥルフ神話技能など）が省かれている。
『放課後怪奇くらぶ』ではアーキタイプ制が使われており、ルールブックで準備されているいくつかのアーキタイプを改造することでキャラクターが創造される。『クトゥルフの呼び声』に比べるとキャラクター表現の幅が狭いが、手軽かつスピーディーにキャラクターの創造を可能にしている。